# Národní park Vicente Pérez Rosales
Národní park Vicente Pérez Rosales (Parque nacional Vicente Pérez Rosales) je chráněné území v chilských Andách. Nachází se v regionu Los Lagos 72 km východně od města Puerto Montt a má rozlohu 2538 km².
Park byl vyhlášen 17. srpna 1926 a je tak nejstarším národním parkem v zemi. Byl pojmenován podle diplomata, podnikatele a spisovatele Vicenteho Péreze Rosalese (1807–1886), který zorganizoval osídlení jižního Chile německými přistěhovalci. Park je ve správě organizace Corporación Nacional Forestal (CONAF) a spolu se sousedním národním parkem Puyehue a argentinskými národními parky Nahual Huapi a Lanín tvoří souvislý přeshraniční komplex chráněných území o rozloze téměř 15 000 km².
Klima je mírné a vlhké: průměrná roční teplota činí 11,5 °C a v létě nepřesahuje 25 °C, srážky se pohybují okolo 4000 mm za rok. Nejvyšším vrcholem parku je Tronador s 3491 m n. m., nápadnou dominantou krajiny je sopka Osorno. Nachází se zde také Jezero Všech svatých, z něhož vytéká řeka Petrohué, známá malebnými peřejemi (vodopády Petrohué). Většinu území pokrývají lesy, typickými stromy jsou Aextoxicon punctatum, Eucryphia cordifolia, pabuk, rozpylec, weinmannia a amomyrtus, podrost tvoří barota a nepůvodní druh vítečník sítinovitý. Žije zde množství vzácných druhů savců (puma americká, kočka tmavá, pes argentinský, skunk velký, kolokolo, nutrie říční) i ptáků (kachna bystřinná, štidlák černohrdlý, štidlák červenkovitý). Místní řeky jsou bohaté na lososovité ryby. Problémem regionu jsou přemnožené introdukované druhy jako prase divoké, jelen evropský nebo norek americký.
Turisté se mohou do parku dostat z města Puerto Varas po mezinárodní silnici 225-CH. Vicente Pérez Rosales je nejnavštěvovanějším národním parkem v Chile, ročně sem přichází více než 380 000 osob.